# Gerda Neumann
Gerda Neumann (Copenaghen, 14 dicembre 1915 – Kastrup, 26 gennaio 1947) è stata un'attrice danese.

## Biografia
Apparve in nove film tra il 1936 e il 1947. Morì nell'incidente aereo del Douglas DC-3 della KLM del 1947 proprio vicino alla sua città natia. Era la sorella maggiore del musicista Ulrik Neumann.

## Filmografia
- Sun Over Denmark (1936)
- Frk. Vildkat (1942)
- Op med humøret (1943)
- Rejsefeber (1944)
- Otte hundrede akkorder (1945)
- Musik i haven (1945)
- Mens sagføreren sover (1945)
- Når katten er ude (1947)